# IC接続
IC接続（アイシーせつぞく）とは、NTT東・西の公衆交換電話網の区域内中継局(IC:Intrazone tandem Center)で、その他の電気通信事業者の電話網を接続する形態である。NTT東西分離前、ICは、中継局(ZC:Zone Center)と呼ばれていた。

## 概要
サービスを行うために、電話網を相互接続する必要がある。そのため、東西NTT地域会社の加入者と通信を行う中継電話や国際電話の他、直接接続していないIP電話などの相互接続にも用いられている。
従来、第一種電気通信事業者のみであったが、1998年10月から第二種電気通信事業者にも接続が認められる様になった。その時、第二種電気通信事業者には「0091xx」という事業者識別番号が付与される。例えば、NTTドコモは国際電話に関して第二種電気通信事業者の資格を持っており、「009130」と言う事業者識別番号を使った国際電話サービス「WORLD CALL」を提供している。
ただし、交換設備の利用回数や中継回線の区間が長くなり接続料が上昇する為、トラフィックの多いところではICより下位の群局(GC:Group Unit Center)で接続する場合もある。

## IP網化後
IP-LRICにおいては、GC接続の経済合理性が成り立たず、IC接続相当のみが算定される。